# Antonij (Prostichin)
Antonij (světským jménem: Alexej Viktorovič Prostichin; * 20. října 1976, Glazov) je ruský duchovní Ruské pravoslavné církve a emeritní biskup slavgorodský a kamenský.

## Život
Narodil se 20. října 1976 v Glazově.
V letech 1984–1994 navštěvoval střední školu č. 12 v Glazově. Poté dva roky studoval na Volgogradském duchovním učilišti. Roku 1995 se stal poslušníkem v Kremenském monastýru Nanebevstoupení Páně. V letech 1996–1998 absolvoval povinnou vojenskou službu. Po návratu roku 1998 byl oltářníkem v chrámu Proměnění Páně v Glazově. Dne 17. března 2002 byl arcibiskupem iževským a udmurtským Mykolajem (Škrumkem) v katedrálním chrámu svatého Alexandra Něvského v Iževsku rukopoložen na diákona. Poslušnost diákona vykonával v chrámu Proměnění Páně v Glazově.
Dne 6. května 2003 byl arcibiskupem Nikonem v chrámu Proměnění Páně rukopoložen na jereje s vykonáváním služby v tomto chrámu. Zároveň byl představeným chrámu Pokrova přesvaté Bohorodice vesnického sídla Seva a chrámu Svaté Trojice vesnice Ponino.
Dne 10. března 2009 byl uvolněn z kléru iževské eparchie a 26. března 2009 vstoupil do Alexandro-Něvské lávry. Dne 14. dubna byl představeným lávry archimandritou Nazarijem (Lavrynenkem) postřižen na monacha se jménem Antonij na počest svatého Antonína Dymského. Stejného roku dokončil dálkové studium na Moskevském duchovním semináři.
Roku 2012 započal dálkové studium na právnické fakultě Institutu zahraničních ekonomických vztahů, ekonomiky a práva v Petrohradu a roku 2015 dokončil dálkové studium na Petrohradské duchovní akademii.
V letech 2012–2015 vedl Vojenský instutut vojenské akademie.
Byl duchovním Leningradské oblastní pobočky Bratrstva Alexandra Něvského.
Dne 24. prosince 2015 jej Svatý synod zvolil biskupem sarapulským a možginským. O den později byl metropolitou petrohradským a ladožským Varsonofijem (Sudakovem) povýšen na archimandritu. Dne 26. prosince byl v katedrále Krista Spasitele v Moskvě oficiálně jmenován biskupem a 28. prosince proběhla v Sretěnském monastýru jeho biskupská chirotonie. Světiteli byli patriarcha moskevský Kirill, metropolita petrohradský a ladožský Varsonofij (Sudakov), metropolita tomský a asinovský Rostislav (Děvjatov), metropolita iževský a udmurtský Viktorin (Kostěnkov), arcibiskup sergijevo-posadský Feognost (Guzikov), arcibiskup petěrgofský Amvrosij (Jermakov), biskup kronštadský Nazarij (Lavrynenko), biskup voskresenský Savva (Michejev), biskup glazovský a igrinský Viktor (Sergejev) a biskup jegorjevský Tichon (Ševkunov).
Dne 24. září 2021 byl Svatým synodem ustanoven biskupem slavgorodským a kamenským. Od 15. května 2025 je biskupem emeritním a jako místo pobytu mu byl určen monastýr v Taraskovu. 